# Alexandr Chudakov
Aleksandr Pávlovich Chudakov (en ruso: Алекса́ндр Па́влович Чудако́в, romanización Aleksándr Pávlovič Čudakóv) (Schúchinsk, RSS de Kazajistán, URSS; 2 de febrero de 1938 - Moscú, Rusia; 3 de octubre de 2005) fue un escritor y académico ruso especializado en la obra de Antón Chéjov.
En el año 2000 realizó su debut literario, El abuelo (publicada en Rusia como: Lozhitsia mgla na starie stupeni), que narra los cambios vividos en la Rusia del siglo XX. Gracias a esta obra, recibió la nominación al Premio Booker Ruso de 2001 y el Premio Booker Ruso de la Década en 2011.
Desde el año 1964, Chudakov fue parte del Instituto Gorki de Literatura Mundial de la Academia de Ciencias de la Unión Soviética y, desde 1969, fue profesor de Literatura rusa en la Universidad Estatal de Moscú. Además, impartió clases como profesor visitante en diversas universidades ubicadas en Hamburgo, Míchigan, Los Ángeles, Seúl y Colonia.

## Libros
- La vida de Antón Chéjov (1987), biografía
- El Abuelo (2000), novela